# Sisyrinchium longispathum
Sisyrinchium longispathum är en irisväxtart som beskrevs av Cassiano Conzatti. Sisyrinchium longispathum ingår i släktet gräsliljor, och familjen irisväxter. Inga underarter finns listade i Catalogue of Life.